# بردە رشه (سقز)
قرية بَردە رَشه (بالكردية: بەردەڕەشە) هي إحدى القرى التابعة لـتيله کو في ريف قسم زيويه من مقاطعة سقز، في محافظة كردستان الإيرانية.

## السكان
حسب إحصاءات سنة 2006، بلغ إجمالي السكان في بَردە رَشه 181 نسمة وعدد المساكن 35 مسكن. لغة سكان بَردە رَشه هي اللغة الكردية و هم من أهل السنة والجماعة والمذهب الشافعي.